# Tephrina cinerearia
Tephrina cinerearia là một loài bướm đêm trong họ Geometridae.